# لیل ماریکو
کاترین ماریکو ژانگ (به انگلیسی: Katherine Mariko Zhang؛ زادهٔ ۱ مارس ۱۹۹۶) که به‌طور حرفه‌ای با نام لیل ماریکو (به انگلیسی: Lil Mariko) شناخته می‌شود، رپر آمریکایی می‌باشد؛ اولین تک‌آهنگ وی تحت عنوان «جول من کجاست؟؟» با همکاری او و دوست پسرش، تهیه‌کننده جرد سوله (معروف‌به فول تک) منتشر شد و با بیش‌از ۲۳ میلیون بازدید در سراسر یوتیوب و اسپاتیفای همه‌بین شد. اولین ئی‌پی وی تحت عنوان لیل ماریکو در سال ۲۰۲۱ منتشر شد.

## اوایل زندگی
کاترین ماریکو ژانگ از پدری چینی و مادری ژاپنی در ۱۹۹۶ به‌جهان چشم گشود، خانوادهٔ ژانگ قبل از اینکه به‌طور دائمی به هیوستون، تگزاس نقل مکان کنند در تایپه زندگی می‌کردند؛ وی بیشتر دوران کودکی خود را در هیوستون گذرانده‌است. وی در مدرسه ویولن می‌نواخت و در سال ۲۰۱۴ از دبیرستان فارغ‌التحصیل شد. ژانگ در کودکی به‌دلیل شغل پدرش زیاد نقل مکان می‌کردند اما همیشه درنهایت به هیوستون باز می‌گشتند.